# Listă de filme britanice din 1984
Aceasta este o listă de filme britanice din 1984:

## Lista
| Titlu                                             | Regizor           | Distribuție                                    | Gen               | Note                                             |
| ------------------------------------------------- | ----------------- | ---------------------------------------------- | ----------------- | ------------------------------------------------ |
| 1984                                              | Michael Radford   | John Hurt, Richard Burton, Suzanna Hamilton    | Drama             |                                                  |
| Another Country                                   | Marek Kanievska   |                                                |                   | Entered into the 1984 Cannes Film Festival       |
| Beat This: A Hip-Hop History                      | Dick Fontaine     |                                                | Documentary       |                                                  |
| The Bostonians                                    | James Ivory       | Christopher Reeve, Vanessa Redgrave            | Drama/romance     |                                                  |
| The Bounty                                        | Roger Donaldson   | Mel Gibson, Anthony Hopkins, Laurence Olivier  | Historical drama  |                                                  |
| Cal                                               | Pat O'Connor      | John Lynch, Helen Mirren                       | Drama             |                                                  |
| The Chain                                         | Jack Gold         | Herbert Norville, Denis Lawson                 | Comedy            |                                                  |
| Comfort and Joy                                   | Bill Forsyth      | Bill Paterson, Clare Grogan                    | Comedy            |                                                  |
| The Company of Wolves                             | Neil Jordan       | Sarah Patterson, Angela Lansbury               | Horror            |                                                  |
| Don't Open Till Christmas                         | Edmund Purdom     | Edmund Purdom, Alan Lake                       | Thriller/horror   |                                                  |
| Every Picture Tells a Story                       | James Scott       | Phyllis Logan, Alex Norton, Natasha Richardson | Drama             | [ 1 ]                                            |
| The Evil That Men Do                              | J. Lee Thompson   | Charles Bronson, Theresa Saldana               | Action            | Co-production with Mexico and the United States  |
| Forbidden                                         | Anthony Page      | Jacqueline Bisset, Jürgen Prochnow             | Drama             | Co-production with the US and West Germany       |
| Give My Regards to Broad Street                   | Peter Webb        | Paul McCartney, Bryan Brown                    | Musical           |                                                  |
| Greystoke: The Legend of Tarzan, Lord of the Apes | Hugh Hudson       | Christopher Lambert, Andie MacDowell           | Adventure         |                                                  |
| The Hit                                           | Stephen Frears    | John Hurt, Terence Stamp, Tim Roth             | Crime/drama       |                                                  |
| The Hotel New Hampshire                           | Tony Richardson   | Rob Lowe, Jodie Foster                         | Comedy/drama      | Co-production with the Canada and US             |
| The Killing Fields                                | Roland Joffé      | Sam Waterston, Haing S. Ngor                   | Historical drama  | No. 100 on the list of BFI Top 100 British films |
| Memed My Hawk                                     | Peter Ustinov     | Peter Ustinov, Herbert Lom                     | Drama             |                                                  |
| A Passage to India                                | David Lean        | Art Malik, Judy Davis, Peggy Ashcroft          | Drama             | Based on the novel by E. M. Forster              |
| A Private Function                                | Malcolm Mowbray   | Michael Palin, Maggie Smith                    | Comedy            |                                                  |
| Reflections                                       | Kevin Billington  | Gabriel Byrne, Donal McCann                    | Drama             |                                                  |
| Return to Waterloo                                | Ray Davies        | Kenneth Colley, Tim Roth                       | Musical drama     |                                                  |
| Scandalous                                        | Rob Cohen         | Robert Hays, Ron Travis, John Gielgud          | Comedy            |                                                  |
| Secret Places                                     | Zelda Barron      | Marie-Theres Relin, Tara MacGowran             | Drama             |                                                  |
| Sheena                                            | John Guillerman   | Tanya Roberts, Ted Wass                        | Fantasy/adventure |                                                  |
| Space Riders                                      | Joe Massot        | Barry Sheene, Gavan O'Herlihy, Sayo Inaba      | Sport/biography   |                                                  |
| Success Is the Best Revenge                       | Jerzy Skolimowski |                                                |                   | Entered into the 1984 Cannes Film Festival       |
| Sword of the Valiant                              | Stephen Weeks     | Miles O'Keeffe, Cyrielle Clair                 | Action            |                                                  |
| What Waits Below                                  | Don Sharp         | Robert Powell, Lisa Blount                     | Sci-fi            |                                                  |
| White Elephant                                    | Werner Grusch     | Peter Firth, Peter Sarpong                     | Comedy            |                                                  |